# Magyarhomorog
Magyarhomorog es un pueblo ubicado en el distrito de Berettyóújfalu, en el condado de Hajdú-Bihar, Hungría.

## Superficie
Posee una superficie de 39,57 kilómetros cuadrados.

## Demografía
Hasta 2019 la población era de 827 habitantes, con una densidad de población de 20,90 habitantes por kilómetro cuadrado.